# Đức Sơn (diễn viên)
Đức Sơn (sinh năm 1957) là diễn viên kịch và truyền hình người Việt Nam.  

## Tiểu sử
Đức Sơn sinh năm 1957 tại Hà Nội, ông thi vào khoa khoa Diễn viên sân khấu Trường Đại học Sân khấu – Điện ảnh Hà Nội năm 1977. Sau khi tốt nghiệp, ông làm diễn viên kịch nói tại Đoàn Kịch nói Quân đội thuộc Tổng cục chính trị với vai diễn đầu tiên trong vở kịch Hành trình đến tự do của tác giả Nguyễn Khải. Sau gần 10 năm làm diễn viên kịch, ông bắt đầu nhận được những lời mời đóng phim, bô phim điển ảnh đầu tiên ông tham gia là Đầm hoang do Hà Sơn đạo diễn. Đức Sơn thường đươc chọn vào vào vai giám đốc trong các phim truyền hình. Năm 1998, ông tạo được sự chú ý khi tham gia bộ phim truyền hình Gió qua miền tối sáng. Đầu năm 2000, Đức Sơn vào nam định cư và phát triển sự nghiệp. Tháng 2 năm 2009, Đức Sơn trở thành Giám đốc đối ngoại của Sân khấu kịch Hồng Vân, ông và Giám đốc, nghệ sĩ Lê Tuấn Anh từng là bạn cùng lớp.

## Vai diễn

### Truyền hình
| Năm  | Tựa đề                    | Hình thức            | Vai diễn     | Đạo diễn                        | Chứ thích |
| ---- | ------------------------- | -------------------- | ------------ | ------------------------------- | --------- |
|      | Nhành lan tím             |                      |              |                                 |           |
| 1997 | Những ngả đường tình yêu  | Điện ảnh truyền hình |              | Nguyễn Hữu Phần, Hoàng Thanh Du |           |
| 1998 | Cô gái mang tên dòng sông | Ngắn tập             |              |                                 |           |
| 1998 | Gió qua miền tối sáng     | Dài tập              |              | Phạm Thanh Phong                |           |
| 1998 | Ghen                      | Điện ảnh truyền hình | Trưởng phòng | Phạm Thanh Phong                |           |
| 1999 | Tiếng xưa                 | Ngắn tập             |              | Vũ Đình Thân                    |           |
| 1999 | Đường tới thiên đàng      | Điện ảnh truyền hình |              | Bạch Diệp                       |           |
| 2000 | Người nổi tiếng           | Ngắn tập             |              | Bạch Diệp                       |           |
| 2000 | Chú dế nhỏ tội nghiệp     | Điện ảnh truyền hình | Bác sỹ       | Hoàng Trần Doãn                 |           |
| 2000 | Ba lẻ một                 | Điện ảnh truyền hình |              | Khải Hưng                       |           |
| 2001 | Con nhện xanh             | Ngắn tập             | Nguyễn Chuẩn |                                 |           |
| 2012 | Vòng xoáy bạc             | Dài tập              | Ông Tường    | Đặng Tất Bình, Nguyễn Hoài Thu  |           |
| 2013 | Nợ đa tình                | Dài tập              | Trường Phát  | Đinh Đức Liêm                   |           |
| 2014 | Lửa trên băng             | Dài tập              |              | Đặng Tất Bình                   |           |
| 2014 | Đời như tiệc              | Dài tập              |              | Đinh Đức Liêm                   |           |
| 2014 | Đồng tiền đen             | Dài tập              | Huỳnh Đại    | Bùi Cường                       |           |
| 2014 | Vết dầu loang             | Dài tập              |              | Nguyễn Trọng Hải                |           |
| 2014 | Ảo thuật                  | Điện ảnh truyền hình |              | Trần Chí Thành                  |           |
| 2015 | Đối thù kỳ phùng          | Dài tập              | Hoàng Thiết  | Nguyễn Quang, Nguyễn Long       |           |
| 2016 | Đồng tiền quỷ ám          | Dài tập              | Đồng         | Trần Chí Thành                  |           |
| 2016 | Đặc vụ ở macao            | Dài tập              | Huỳnh Long   | Nhâm Minh Hiền                  |           |
| 2017 | Mặt nạ tình yêu           | Dài tập              |              | Nguyễn Phương Điền              |           |
| 2020 | Người tình bố già         | Dài tập              | Đầm Cơ       | Nguyễn Anh Tuấn                 |           |
| 2021 | Chuông gió                | Dài tập              |              | Hiệp Võ, Nhâm Minh Hiền         |           |
| 2021 | Chống lại số phận         | Dài tập              | Ông Bình     | Nhâm Minh Hiền                  |           |

### Điện ảnh
| Năm  | Tựa đề               | Vai diễn       | Đạo diễn       | Chú thích |
| ---- | -------------------- | -------------- | -------------- | --------- |
| 1997 | Đầm hoang            |                | Hà Sơn         |           |
| 2000 | Vào Nam ra Bắc       | Quang (về già) | Phi Tiến Sơn   |           |
| 2014 | Tốc độ và đường cong |                | Phan Minh      |           |
| 2007 | Vũ điệu tử thần      | Khanh          | Bùi Tuấn Dũng  |           |
| 2024 | Mùa hè đẹp nhất      |                | Vũ Khắc Tuận   |           |
| 2024 | Bà già đi bụi        |                | Trần Chí Thành |           |